# Uesugi Harunori
Det här är en artikel om en person med japanskt personnamn; Uesugi är familjenamnet.
Uesugi Harunori, 上杉 治憲, född 9 september 1751 i Edo, död 22 april 1822, var en japansk daimyo. Han gjorde sig känd för sina ekonomiska reformer.
Asteroiden 7992 Yozan är uppkallad efter honom.